# Aeroportul Hassan I
Aeroportul Hassan I (IATA: EUN, ICAO: GMML, GSAI) este un aeroport din Maroc ce deservește zona El Aaiún. Aeroportul a fost tranzitat în 2022 de 206.458 de pasageri.
Situat la o altitudine de 63 m, aeroportul dispune de o singură pistă. Este operat de Moroccan Airports Authority⁠(d).